# Antonio Beneyto
Antonio Beneyto Senabre (Albacete, 11 de agosto de 1934-Barcelona, 23 de octubre de 2020) fue un escritor, pintor y escultor español, uno de los máximos exponentes del surrealismo contemporáneo y del postismo pictórico y literario.

## Biografía
Nació el 11 de agosto de 1934 en Albacete. Empezó su trayectoria artística en los años 1960 en Palma de Mallorca en torno a la revista Papeles de Son Armadans, donde conoció a figuras de la cultura como Camilo José Cela. En 1967 se trasladó a Barcelona, donde vivió y trabajó en el Barrio Gótico. En la Ciudad Condal dirigió la publicación La Esquina, fuente de edición de numerosos rostros de la literatura española. También dirigió la prestigiosa revista Barcarola de creación literaria.
Como escritor cultivó géneros como la poesía, el cuento, la novela, el ensayo, el libro de viajes, la antología de textos, la monografía artística, la entrevista, el diario o el epistolario publicando libros como Los chicos salvajes (1971), Cartas Apócrifas (1987), Eneri, desdoblándose (1998), Tiempo de Quimera (2001), El otro viaje (2003), Còdols en New York (2004), Un Bárbaro en Barcelona (2009), Escritos caóticos (2009), Dentro de un espejo morado (2010), Diario del artista suicida (2017) y El retorno de Antonio Beneyto. Antología de poesía y prosa (2017).
Es autor de un libro sobre la censura durante el franquismo, que contiene numerosas entrevistas a los autores y autoras del momento sobre la conexión entre creación literaria y censura franquista (Censura y política en los escritores españoles, 1977), cuando todavía vivía el dictador Francisco Franco. 
Falleció en Barcelona el 23 de octubre de 2020 a los 86 años de edad a causa del coronavirus. La Asociación Colegial de Escritores de Cataluña lamentó su muerte calificándolo como "lo más literario de nuestro panorama".
En octubre de 2022 se celebra un homenaje de cinco horas en honor del autor.